# Кызылсенгир (Казыгуртский район)
Кызылсенгир (каз. Қызылсеңгір) — село в Казыгуртском районе Туркестанской области Казахстана. Входит в состав Кызылкиянского сельского округа. Код КАТО — 514047500.

## Население
По данным 1999 года, в селе не было постоянного населения. По данным переписи 2009 года, в селе проживали 1394 человека (716 мужчин и 678 женщин).